# Calanthe varians
Calanthe varians är en orkidéart som beskrevs av Johannes Jacobus Smith. Calanthe varians ingår i släktet Calanthe och familjen orkidéer. Inga underarter finns listade i Catalogue of Life.